# پایگاه داده واژگانی
پایگاه داده واژگانی (به انگلیسی: Lexical Database) یک منبع واژگانی است که نرم‌افزارهای مرتبط با پایگاه داده از محیط خود، امکان دسترسی به محتویات آن را دارند. پایگاه داده ممکن است برای اطلاعات لغوی یا برای اهداف عمومی و اطلاعات واژگانی، که داده‌های واژگانی در آن وارد شده‌است، به صورت سفارشی طراحی شده باشد.
اطلاعاتی که در یک پایگاه داده ذخیره می‌شود به‌طور معمول واژگانی شامل دسته لغات و مترادف کلمات، و همچنین روابط معنایی بین کلمات مختلف یا مجموعه‌ای از کلمات است.